# Жданов, Василий Николаевич
Васи́лий Никола́евич Жда́нов (2 (14) ноября 1896 — 10 ноября 1956) — советский военачальник, командующий воздушной армией в Великой Отечественной войне, генерал-полковник авиации (1946).

## Биография
Родился в семье Н. В. Жданова (1860 — после 1917) — врача, земского деятеля, члена III Государственной думы от Самарской губернии. Учился в Москве, в частной гимназии Нечаевой. В июле 1915 года был призван в Русскую императорскую армию. До мая 1916 года служил в 87-м пехотном полку в Рыбинске и в лейб-гвардии Гренадерском полку в Петрограде. В 1916 году окончил Александровское военное училище, после окончания назначен в чине прапорщика младшим офицером 211-го пехотного запасного полка в Ярославле. С июля 1917 года участвовал в Первой мировой войне под Двинском, будучи младшим офицером и командиром пулемётной команды в 67-м пехотном Тарутинском полку. Подпоручик. В ноябре 1917 года убыл в отпуск и до демобилизации армии в полк более не вернулся.
Поселился в Москве, служил актёром в театре Незлобина. В апреле 1919 года переехал в Сызрань, где был принят в местный театр Управления народного образования.

### Гражданская война
В июле 1919 года В. Н. Жданов был мобилизован в Красную Армию. Окончил курсы лётчиков-наблюдателей Восточного фронта в Сызрани в 1919 году. С сентября 1919 года участвовал в Гражданской войне на Туркестанском фронте в составе 25-го авиаотряда, был лётчиком-наблюдателем, затем назначен адъютантом разведывательного авиационного отряда. Участвовал в Бухарской операции, в последующих боях с войсками эмира Бухарского, а затем два года воевал против отрядов басмачей. За «ряд полезных воздушных разведок и бомбометание крепости Старая Бухара» награждён золотыми часами приказом Реввоенсовета фронта (7.10.1920). С ноября 1920 года воевал адъютантом 11-го авиаотряда Туркестанского фронта.

### Между войнами
После войны, в 1922 году В. Н. Жданов был переведён в Главвоздухфлот и назначен начальником отдела учёта и комплектования учебных заведений. В августе 1922 года направлен на учёбу и в 1923 году окончил 1-ю военную школу пилотов, а в 1924 году — разведывательнуй курс 1-й Высшей школы Красных военных лётчиков в Москве. В мае 1924 года был назначен лётчиком 1-й разведывательной авиационной эскадрильи Московского военного округа (МВО).
С марта 1925 года — в командировке в Афганистане по линии Разведуправления РККА. С мая 1928 — командир звена 20-го авиаотряда. С сентября 1928 по апрель 1929 года учился на курсах усовершенствования начсостава при Военной воздушной академии РККА имени проф. Н. Е. Жуковского. С апреля 1929 года вновь служил в 20-м авиаотряде, с января 1931 — командир отряда в 53-й тяжелой бомбардировочной эскадрилье (Воронеж), с декабря 1931 — в 79-й тяжелой бомбардировочной эскадрилье (Монино). С июля 1932 года командовал 104-й тяжелой бомбардировочной авиаэскадрильей Московского военного округа (Монино), с августа 1933 — командир Домнинской авиагруппы Забайкальского военного округа, с июля 1934 командир тяжелой бомбардировочной авиаэскадрильи в 101-й авиационной бригаде Забайкальского ВО, с октября 1936 года — врид командира этой бригады. В 1935 году вновь побывал в заграничной командировке, на этот раз в Монголии.
В 1938 году окончил Высшую лётно-тактическую школу ВВС в Липецке, по окончании которой, с мая 1938 года — помощник командира 15-й тяжёлой авиационной бригады ВВС Ленинградского военного округа (Новгород). С августа 1938 года — начальник 3-го учебного лагерного центра лётчиков-наблюдателей ЛенВО. В январе 1939 года В. Н. Жданов назначен помощником командира 68-й легкобомбардировочной бригады (ЛВО). В этой должности участвует в Советско-финской войне, где совершил 30 боевых вылетов и получил свой первый орден — орден Красного Знамени. В апреле 1940 года назначен командиром 15-й тяжёлой бомбардировочной авиабригады, в августе 1940 — командиром 40-й дальне-бомбардировочной авиационной дивизии. С 1939 года — член ВКП(б).

### Великая Отечественная война
С началом Великой Отечественной войны полковник В. Н. Жданов 25 июня 1941 года был назначен командующим ВВС 23-й армии Северного фронта (с 23 августа 1923 — Ленинградского фронта). Участвовал в Выборгско-Кексгольмской фронтовой оборонительной операции. В сентябре 1941 года В. Н. Жданов назначен заместителем командующего ВВС Ленинградского фронта и далее участвовал в битве за Ленинград. Одновременно с июня по август 1942 года командовал отдельной авиационной группой (авиационная группа генерала Жданова) Ленинградского фронта в составе трёх истребительных и одного бомбардировочного авиационного полков. 25 ноября 1942 года ВВС Ленинградского фронта были преобразованы в 13-ю воздушную армию, В. Н. Жданов стал заместителем командующего этой армией, участвует в Операции «Искра». С мая 1943 В. Н. Жданов командует ВВС Среднеазиатского военного округа.
2 августа 1944 года В. Н. Жданов назначен командующим 8-й воздушной армии 1-го Украинского фронта (позднее 4-го Украинского фронта). Заместитель командующего 8-й воздушной армии по политической части А. Г. Рытов вспоминал: 

…К нам прибыл новый командующий генерал-лейтенант авиации Василий Николаевич Жданов. Это был опытный командир, служивший ещё в царской армии, вежливый, тактичный и доверчивый человек. Но если кто-нибудь пытался злоупотреблять его доверием, тому трудно было заслужить доброе расположение командующего.

Высокого роста, представительный, с отличной военной выправкой, Василий Николаевич был примером безупречной точности. Если он назначал совещание, всегда приходил минута в минуту. Он не терпел опоздания и вообще малейшей недисциплинированности, разболтанности.— Рытов А. Г. Рыцари пятого океана. — М.: Воениздат, 1968.
Под командованием В. Н. Жданова 8-я воздушная армия принимала участие в Львовско-Сандомирской, Восточно-Карпатской, Западно-Карпатской, Моравско-Остравской и Пражской наступательных операциях. Войну В. Н. Жданов закончил в Праге.
За время войны Жданов был шесть раз упомянут в благодарственных приказах Верховного Главнокомандующего.

## Послевоенная служба
С апреля 1946 года — командующий 2-й воздушной армией дальней авиации в Киеве, с 9 марта 1949 года — 65-й воздушной армией дальней авиации в Хабаровске, с февраля 1953 года — командующий 43-й воздушной армией дальней авиации в Виннице. С июля 1953 года — в отставке.

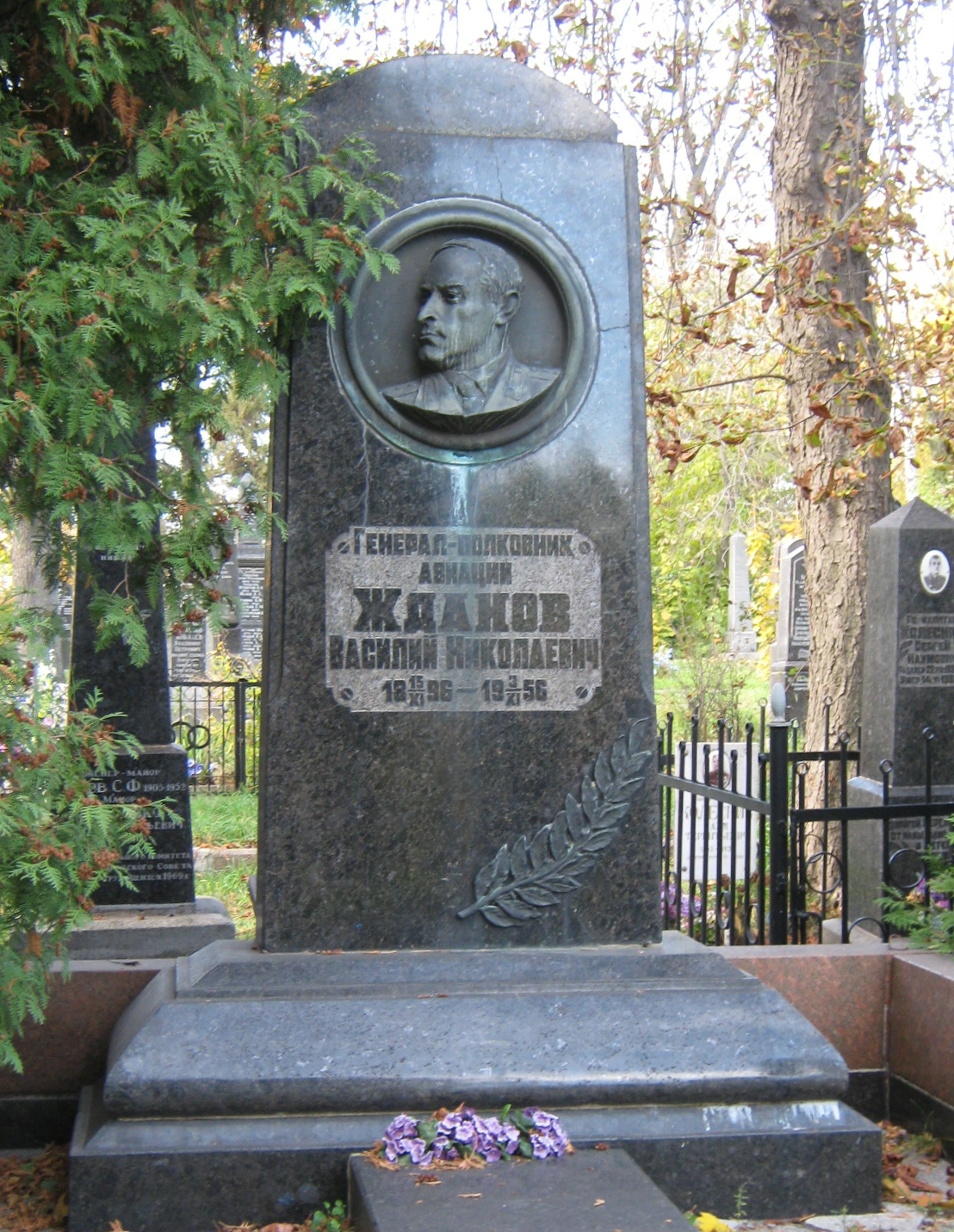
Могила В. Н. Жданова

 Похоронен в Киеве на Лукьяновском военном кладбище.

## Воинские звания
- полковник — 1936 год
- генерал-майор авиации — 29 октября 1941 года
- генерал-лейтенант авиации — 23 октября 1943 года
- генерал-полковник авиации — 1 марта 1946 года

## Награды
- Орден Ленина (21.02.1945[4])
- четыре Ордена Красного Знамени (7.04.1940, 23.11.1942, 03.11.1944[4], 15.11.1950[4])
- Орден Суворова 1-й степени (23.05.1945)
- Медаль «За оборону Ленинграда»
- Медаль «За освобождение Праги»
- другие медали[5]

иностранные награды
- Орден «Крест Грюнвальда» 3-й степени (Польша)
- Орден Белого льва 3-й степени (Чехословакия)
- Военный крест 1939 года (Чехословакия)
- Военная памятная медаль (Чехословакия)
- Медаль «Победы и Свободы» (Польша)